# Мор (Плоский мир)
Мор (англ. Mort, сокращённое имя от Мортимер) — персонаж вымышленной вселенной Плоского мира в серии книг Терри Пратчетта. Ученик Смерти, отец Сьюзан Сто-Гелитской.

## Описание
Мор родом из страны Октариновые луга. Высокий, рыжеволосый юноша с карими глазами, весь покрытый веснушками. Он отличался особой нескладностью и «казалось, состоял из одних коленок». Его отец, Лезек, фермер, специализировался на перегонке вин из обратнолетнего винограда. Однако Мор не проявлял заинтересованности в наследственном ремесле. Он был намерен разобраться в более важных предметах, например, докопаться до логической основы вселенной.
Как только Мор достаточно вырос, Лезек отправил его на ярмарку учеников найти мастера, который согласился бы взять его в подмастерья. Единственным, кто проявил заинтересованность, оказался сам Смерть, который выбрал Мора в ученики. За время обучения у Смерти он стал повыше ростом и научился держаться увереннее. После того, как Смерть предоставил Мору выполнять за него работу, взяв выходной, Мор постепенно начал приобретать черты Смерти — у него изменился голос, походка и в его глазах появились голубые огоньки, ведь как известно «смерть — есть тот, кто выполняет работу смерти». Однако он не до конца потерял человечность и, отправившись заменять Смерть, не забрал, а сохранил жизнь пятнадцатилетней принцессе Кели, нарушив тем самым ход естественной истории. Мрачный Жнец был чрезвычайно рассержен таким поворотом событий, и Мору пришлось вступить с ним в поединок, который он проиграл. Но Смерть проявил великодушие и даже даровал Мору дополнительные годы жизни, перевернув его жизнеизмеритель. Это произошло из-за того, что Смерть увидел Сьюзан, переместившуюся во времени и наблюдавшую некоторое время за поединком.
Мор женился на приёмной дочери своего мастера — Изабель. После событий книги «Мор — ученик Смерти» Мор и Изабель покинули дом Смерти, вернулись в реальный мир, вновь став смертными, и поселились в Сто Гелите. У них родилась дочь — Сьюзан. Кели, ставшая к этому времени королевой, даровала Мору титул герцога Сто Гелитского. Через несколько лет Мор и Изабель погибли в катастрофе — их карета сорвалась с высокой скалы и рухнула в ущелье.
Девиз семейства Сто Гелитского — Non Timetis Messor, в переводе «Не бойся жнеца».